# Vương Tiến Dũng
Vương Tiến Dũng (sinh năm 1949) là một cựu huấn luyện viên bóng đá người Việt Nam. Ông từng là cầu thủ đội bóng đá Thể Công (còn gọi là câu lạc bộ Quân đội) và đội tuyển quốc gia Việt Nam. Sau khi nghỉ thi đấu, ông là huấn luyện viên của nhiều câu lạc bộ thi đấu tại giải vô địch quốc gia như Thể Công, Thanh Hoá, Becamex Bình Dương, Hải Phòng, Cần Thơ,...

## Sự nghiệp cầu thủ
Vương Tiến Dũng tham gia đội bóng đá Thể Công từ cuối năm 1965. Hai năm sau, ông sang Bắc Triều Tiên để tập huấn gần một năm. Sau đó, ông chuyển lên đội một của Thể Công cũng như tham gia đội tuyển bóng đá quốc gia miền Bắc Việt Nam. Năm 1978, ông giải nghệ sau 13 năm thi đấu.

## Sự nghiệp huấn luyện viên
Sau khi nghỉ thi đấu, từ năm 1978 đến năm 1983 ông sang Liên Xô học tại Đại học Thể dục Thể thao Quân sự. Khi trở về Việt Nam, ông tham gia đào tạo trẻ tại Thể Công. Năm 1998, ông dẫn dắt Thể Công và đoạt danh hiệu vô địch giải vô địch bóng đá Việt Nam. Đầu năm 1999, Thể Công giành Siêu cúp bóng đá Việt Nam sau khi đánh bại đội bóng đá Công an Thành phố Hồ Chí Minh. Cùng năm đó, ông còn đưa đội U21 Thể Công đến với chức vô địch giải U21 Việt Nam. Tuy nhiên ngay sau đó ông rời Thể Công và ra khỏi ngành quân đội. Có người cho rằng ông phải ra đi vì các cầu thủ "phá đám".
Rời Thể Công, ông lần lượt làm huấn luyện viên trưởng nhiều đội bóng Việt Nam, cả hạng nhất lẫn hạng chuyên nghiệp. Năm 2001, ông vào Cần Thơ và đưa câu lạc bộ hạng nhì này lên hạng nhất. Nhưng do việc gia đình, ông trở lại Hà Nội dẫn dắt đội bóng đá Hàng không Việt Nam (thực chất là đội bóng đá Công an Hà Nội sau khi chuyển giao cho tổng công ty Hàng không Việt Nam). Ngày 1 tháng 10 năm 2003, ông ký hợp đồng với câu lạc bộ bóng đá Thanh Hóa..
Tháng 7 năm 2004, ông quyết định làm huấn luyện viên trưởng câu lạc bộ bóng đá Bình Dương. Ở lượt đi giải vô địch Việt Nam, ông đưa đội Bình Dương lên vị trí đầu bảng, tuy nhiên đến lượt về, Bình Dương thua nhiều trận và cuối cùng chỉ giành huy chương đồng. Trận thua đậm nhất là trận thua Đà Nẵng 0-5 trên sân vận động Chi Lăng dẫn đến việc ông xin từ chức sau gần tròn 1 năm về Bình Dương.
Chỉ 1 tháng sau, ông ký hợp đồng với Hòa Phát Hà Nội mặc dù nhiều đội bóng khác mời. Kết thúc mùa giải 2006, đội bóng Hòa Phát Hà Nội chỉ xếp 11/14 nhưng bất ngờ đoạt Cúp bóng đá Việt Nam. Với thành tích này, Báo Bóng đá đã bầu ông là huấn luyện viên xuất sắc nhất Việt Nam năm 2006 . Mùa giải năm 2007, một lần nữa ông phải từ chức sau những thành tích yếu kém của đội Hòa Phát (xếp thứ 12/14, bị loại khỏi cúp bóng đá Việt Nam ở tứ kết và cả Cúp AFC)
Hai tháng sau, ông nhận lời về Xi măng Hải Phòng. Tại đây, ông đã đưa câu lạc bộ đoạt huy chương đồng giải giải vô địch bóng đá Việt Nam 2008. Mặc dù đây là thành tích đáng kể nhất của Hải Phòng sau một thời gian dài nhưng ông không được câu lạc bộ kéo dài hợp đồng vì Hải Phòng đã ký hợp đồng với Alfred Riedl.
Ngày 16 tháng 9 năm 2008, ông Dũng quay trở lại Thể Công sau 7 năm chia tay. nhưng với thành tích thi đấu bết bát của câu lạc bộ, đặc biệt là trận thua trước đội bóng đàn em Quân khu 4, ông đã bị Thể Công thanh lý hợp đồng sau 11 vòng đấu.
Chỉ chưa đầy 24 giờ sau khi huấn luyện viên Vương Tiến Dũng bị Thể Công sa thải, Xi măng Hải Phòng đã mời ông trở lại câu lạc bộ và ông đã nhận lời. Sau khi kết thúc mùa giải V-League 2010 đưa Xi măng Hải Phòng lên ngôi á quân, ông đã từ chối gia hạn hợp đồng vì muốn được thử sức ở môi trường mới . Tuy vậy, trước sự thuyết phục của ban lãnh đạo câu lạc bộ, ông đã ký hợp đồng mới với thời hạn một năm và tiếp tục làm huấn luyện viên trưởng của Hải Phòng.
Ngày 18 tháng 7 năm 2011, huấn luyện viên Vương Tiến Dũng đã chấm dứt hợp đồng với câu lạc bộ Vicem Hải Phòng sau khi không thể giúp đội bóng đạt được thành tích tốt tại V-League 2011, xếp thứ 13/14 đội sau 22 vòng đấu.
Ngày 24 tháng 4 năm 2013, huấn luyện viên Vương Tiến Dũng chính thức giữ chức vụ Giám đốc Kỹ thuật CLB Xổ Số Kiến Thiết Cần Thơ. Ngày 27 tháng 4 năm 2013, lãnh đạo câu lạc bộ bóng đá XSKT Cần Thơ giao chức huấn luyện viên trưởng cho Ông Dũng sau khi chia tay với huấn luyện viên Huỳnh Ngọc San với mục tiêu là đứng trong top 3 của mùa giải 2013. Tháng 6 năm 2014, sau những kết quả không thành công, ông kết thúc vị trí huấn luyện viên tại Cần Thơ.

## Sau khi giải nghệ
Năm 2018, Vương Tiến Dũng bị tai biến, liệt nửa người tạm thời. Năm 2020, lần đầu tiên sau cơn bạo bệnh ông mới lại ra sân xem bóng đá trên xe lăn..

## Thành tích

### Huấn luyện viên
- Giải vô địch bóng đá Việt Nam: 
  - Vô địch: 1998 (với Thể Công)
  - Hạng nhì: 2010 (với Xi măng Hải Phòng
- Cúp bóng đá Việt Nam 2006
- Siêu cúp bóng đá Việt Nam 1999
- Huấn luyện viên xuất sắc nhất Việt Nam do báo Bóng đá bầu chọn: 2006